# American Idiot (musical)
American Idiot é um todo-cantado musical, adaptação da ópera rock, American Idiot, da banda Green Day. Depois de uma estadia em Berkeley Repertory Theatre, em 2009, o show mudou-se para o St. James Theatre, na Broadway. As prévias começara em 24 de março de 2010 e a abertura oficial em 20 de abril de 2010. O show fechou em 24 de abril de 2011, depois de 422 performances. Em 2017 foi anunciada a produção Brasileira oficial do musical, com elenco já definido. Sob direção de Mauro Mendonça Filho e Carlos Bauzys foram escolhidos e anunciados os atores e atrizes protagonistas: Thiago Fragoso, Beto Sargentelli, Nando Brandão, Di Ferrero, Lua Blanco e Thaís Piza.
Em sua estadia na Broadway, enquanto o Green Day não apareceu na produção, o vocalista/guitarrista Billie Joe Armstrong interpretou o papel de "St. Jimmy", ocasionalmente, durante a temporada. 
A história, expandiu-se a partir do álbum conceitual, centrado em três jovens rivais, Johnny, Willy, e Tunny. Johnny e Tunny fogem de um sufocante estilo de vida suburbano e restrições parentais, enquanto Willy fica em casa para concertar seu relacionamento com sua namorada grávida, Heather. O ex-par olha para o significado da vida e experimenta a liberdade e a agitação da cidade grande. Tunny rapidamente sai da vida na cidade, junta-se ao exército, e é enviado para a guerra. Johnny cai nas drogas e encontra uma parte de si mesmo que ele passa não gostar, tem um relacionamento e experiências de amor perdido.
O libreto foi escrito por Armstrong e o diretor Michael Mayer. A música foi composta pelo Green Day, e as letras foram de Armstrong. A música incluiu todas as canções do álbum American Idiot, e adições, bem como músicas do Green Day de outras fontes, tais como o álbum 21st Century Breakdown, e canções inéditas gravadas originalmente para o American Idiot musical.
O musical ganhou dois Tony Awards em 2010: Melhor Design Cênico de Musical por Christine Jones, e Melhor Design de Ilumunação de Musical por Kevin Adams. E também foi nomeado a Melhor Musical. Em 2011, a gravação do elenco da Broadway venceu o Grammy Award de Melhor Álbum de Show Musical.

## Enredo
Situado no passado recente, o musical abre-se sobre um grupo de jovens suburbanos que vivem infeliz em "Jingletown, EUA" e se saturam com a TV. Em descontentamento com sua situação, o grupo explode em frustração ("American Idiot"). Um dos jovens, Johnny ("Jesus of Suburbia"), solidarizar-se com seu amigo. Um terceiro amigo, Tunny, junta-se aos dois e e eles vão a uma festa, até que se enchem de cerveja, levando-os a pegar mais no local 7-Eleven. Tunny brevemente expõe o não fazer nada-lugar nenhuma que movediça suas vidas ("City of the Damned"). Eles se irritam, e Johnny desafia seus amigos a  viajar ("I Don't Care"). A namorada  de Will, Heather, aparece em seguida. Ela está grávida e não sabe o que fazer ("Dearly Beloved"). Johnny pede dinheiro e compra bilhetes de autocarro para a cidade aos três jovens, ansiosos para escapar dos subúrbios. Antes que os meninos vão embora, Heather diz  a Will de sua gravidez. Sem outra opção, ele fica em casa ("Tales of Another Broken Home"). Johnny e Tunny partem para a cidade com um grupo de outros jovens cansados ("Holiday").
Enquanto Johnny vaga pela cidade e observa uma mulher que ele vê em um apartamento janela ("Boulevard of Broken Dreams"), Tunny, acha difícil se ajustar à vida urbana e é seduzido por um anúncio de televisão do exército ("Favorite Son"). Tunny percebe que sua geração tem sido tão anestesiada e apática que nada, nem mesmo as luzes brilhantes da cidade,  vai animar ele ("Are We the Waiting"). Ele se alista no exército.
Um Johnny frustrado manifesta um alter ego rebelde traficante de drogas chamado St. Jimmy, e injeta heroína pela primeira vez ("St. Jimmy"). Recém-encorajado, graças a St. Jimmy, a droga permite Johnny fazer uma bem sucedida cantada para a garota da janela. De volta a Jingletown, Willy senta-se no sofá como de sua namorada enquanto a gravidez progride. Ele bebe cerveja e implora para um lançamento. Enquanto isso, Tunny é implantado em uma zona de guerra, e logo é baleado e ferido ("Give Me Novacaine").
Johnny passa a noite com a garota que ele viu na janela, a quem ele chama de "Whatsername". Johnny está ferido com Whatsername e quer comemorar, mas St. Jimmy tem outros planos para eles ("Last of the American Girls/She's a Rebel"). Johnny e Whatsername vão para o clube, tomam drogas juntos, e fazem sexo apaixonado. Por este tempo, a filha de Willy e Heather nasceu, e ele é cada vez mais alheio, enquanto Heather, com ternura, compromete-se a dar um futuro ao seu bebê ("Last Night on Earth").
Heather está cansada da apatia-álcool-comilança de Will. Apesar das reclamações dele, ela leva o bebê e sai ("Too Much, Too Soon"). Ao mesmo tempo, deitado em uma cama em um hospital do exército (""Before the  Lobotomia"), Tunny cai vítima do desespero que ele tem visto durante a guerra, e alucina. Ele e sua enfermeira se envolver em um dança aérea de balé ("Extraordinary Girl"). Rapidamente, ele se apaixona por ela. Sua alucinação desaparece, e ele é deixado com seus colegas soldados em agonia ("Before the Lobotomy (Reprise)").
De volta na cidade, Johnny revela a profundidade de seu amor para Whatsername enquanto ela dorme ("When it's Time"). A tentação das drogas, no entanto, é grande demais; Jimmy leva Johnny se tornar cada vez mais errático, e eventualmente ele ameaça Whatsername (e a si mesmo) com uma faca ("Know your Enemy"). Whatsername tenta falar sobre o comportamento de Johnny, enquanto a  Extraordinary Girl veste Tunny e Will senta no sofá, mais uma vez sozinho ("21 Guns"). Johnny deixa uma nota para Whatsername, dizendo que ele escolheu Jimmy e drogas ao invés dela. Assustada e cansada, Whatsername diz a Johnny que ele não é o "Jesus de Suburbia" e revela que St. Jimmy é nada mais do que "um produto da imaginação de [seu] pai de raiva e [seu] amor pela sua mãe" ("Letterbomb"). Ela o deixa.
Ferido pela partida de Whatsername, Johnny anseia por dias melhores à frente, Tunny anseia para ir pra casa, e anseia por todas as coisas que ele perdeu ("Wake Me Up When September Ends"). St. Jimmy aparece e faz uma última tentativa para obter a atenção de Johnny, mas está parte de Johnny morreu, resultando no metafórico suicídio de St. Jimmy ("The Death of St. Jimmy"). Johnny se livra das drogas e consegue um trabalho de secretário, mas logo percebe que não há lugar para ele na cidade ("East 12th Street"). Willi, sozinho com a sua televisão, lamenta o seu estado pária ("Nobody Likes You"). Quando ele finalmente se levanta do sofá, Heather aparece com seu novo namorado rockstar ("Rock and Roll Girlfriend"). Will se dirige para o 7-Eleven para ficar longe deles e, surpreendentemente, encontra Johnny lá. Johnny havia vendido a sua guitarra para conseguir uma passagem de ônibus para casa. Tunny retorna da zona de guerra  amputado) com a Extraordinary Girl. Quando Tuuny apresenta a seus amigos a Extraordinary Girl, Johnny fica furioso com ele por ter deixado o grupo, mas logo o perdoa e os três amigos se abraçam. Heather e seu namorado chegam. Em uma trégua, ela dá o bebê a Will. Outros amigos chegam para cumprimentar os três homens que não viam a ano ("We're Coming Home Again"). Um ano mais tarde, Johnny lamenta que ele perdeu o amor de sua vida, mas ele aceita que ele possa viver dentro da luta entre a raiva e o amor que tem definido sua vida. Com essa aceitação vem a possibilidade de esperança ("Whatsername").
Após o elenco sair, as cortinas se abrem para revelar toda a equipe, com guitarras, com o qual eles executam a música "Good Riddance (Time of Your Life)". Cada performance da canção foi gravada e entregue para o público como um download digital grátis.

## Personagens e elenco
Os principais membros do elenco de grandes produções de American Idiot.
| Personagens                                  | Original Elenco de Berkeley / Broadway | Elenco final da Broadway | Original Elenco de West End | Elenco Brasileiro Anunciado |
| -------------------------------------------- | -------------------------------------- | ------------------------ | --------------------------- | --------------------------- |
| Johnny                                       | John Gallagher, Jr.                    | Van Hughes               | Aaron Sidwell               | Thiago Fragoso              |
| Will                                         | Michael Esper                          | Justin Guarini           | Steve Rushton               | Beto Sargentelli            |
| Tunny                                        | Matt Caplan / Stark Sands              | David Larsen             | Alexis Gerred               | Nando Brandão               |
| St. Jimmy                                    | Tony Vincent                           | Billie Joe Armstrong     | Lucas Rush                  | Di Ferrero                  |
| Whatsername                                  | Rebecca Naomi Jones                    | Rebecca Naomi Jones      | Amelia Lily                 | Thaís Piza                  |
| Heather                                      | Mary Faber                             | Jeanna de Waal           | Natasha Barnes              | Lua Blanco                  |
| A Extraordinary Girl (Garota Extraordinária) | Christina Sajous                       | Libby Winters            | Raquel Jones                | Gabriela Tolói              |

## Antecedentes
Em 2000, o Green Day lançou o álbum Warning. Village Voice, que o crítico de música, Robert Christgau, comparou ao álbum anterior (Nimrod), e observou que "[Billie Joe Armstrong é] abandonando a primeira pessoa. Ele está assumindo personas fictícias. E está criando para si a voz de um pensamento de esquerda-liberal." Christgau também detectou "um ligeiro sopro" do trabalho teatral, da dupla de compositores/letrista, Kurt Weill e Bertolt Brecht. A tendência de escrever na terceira pessoa vem à tona com o próximo álbum de estúdio do Green Day, American Idiot , em 2004. A primeira música nova do Green Day escreveu foi o single "American Idiot".
Um dia, o baixista Mike Dirnt foi no estúdio gravar uma música de 30 segundos por si mesmo. Armstrong decidiu que queria fazer o mesmo, e o baterista Tré Cool seguiu o exemplo. Armstrong, lembrou, "Ele começou a ficar mais sério quando tentamos superar um ao outro. Continuamos ligando estas batidas de meio-minuto até que nós tínhamos alguma coisa." Esta suíte musical tornou-se "o Baile", e o grupo posteriormente escreveu "Jesus of Suburbia".
O Green Day fez o registro de um long-álbum conceitual que foi uma resposta às realidades pós-11 de setembro. A banda teve a inspiração nos álbuns conceituais de The Who, base em outras obras do teatro musical como Rocky Horror Show e West Side Story, e Jesus Cristo Superstar. Armstrong também disse que a banda pretendeu que, "seria encenado, ou tínhamos de criar um filme ou algo assim... nós estávamos pensando de uma maneira que pensasse como a trilha sonora de um filme."
O diretor Michael Mayer ouviu o álbum e manifestou interesse em adaptá-lo para o palco. Quando ele se aproximou da banda sobre uma colaboração, eles concordaram em trabalhar com ele. A banda também deu a Mayer uma ampla latitude para sua adaptação depois de ver o seu trabalho anterior,  Spring Awakening. Embora canções adicionais foram incluídas a partir do catálogo do Green Day, Mayer acrescentou muito pouco diálogo para o show. Ele sentiu que a música e as letras foram expressivos o suficiente por conta própria, e até mesmo removeu alguns dos diálogos que fazia parte da produção de Berkeley antes do show mudou-se para a Broadway.